# Băile Borșa
Băile Borșa, spesso Borșa Baia (in (HU)  Borsabánya, in trad. "Mina Borșa", in (DE)  Pfefferfeld) è una località presente nel comune di Borșa nel distretto di Maramureș, Transilvania, Romania.
Con la legge nr. 2/1968 è divenuta parte del comune di Borșa, frazione della città.

## Storia
La prima attestazione dell'esistenza del villaggio risale al 1365, quando il re Luigi I d'Ungheria diede Borșa a Balc di Moldavia, figlio di Sas di Moldavia e fratello.

## Stazioni balneari
Băile Borșa è sede di stazioni balneari. Situata a 850 m di altitudine, ha clima subalpino. È nel nord della Romania nella Depresiunea Maramureșului, tra i Monti Rodnei e i Monti Maramureșului (Carpazi Orientali), con il fiume in valle Vișeu, con il Passo Prislop (altitudine 1.414 m), che collega la Transilvania alla Bucovina. Clima tipico di zone montane, umido, basse temperature (media 15 °C in luglio) e inverni freddi. Temperatura media annua 7 °C. Precipitazioni abbondanti, di 900–1000 mm. Aria pura ricca di ozono.
Presenza di neve persistente da dicembre a marzo con spessori di 50 cm, adatta per sport invernali.
Sono presenti due piste di difficoltà media con impianti di risalita:
- prima – lunghezza 2000 m, larghezza 30 m, altitudine massima 1375 m, minima 880 m (hotel Brădet), dislivello 495 m, superficie 6 ha, capacità max/optim: 360/270 pers/h.
- doua – lunghezza 700 m, larghezza 30 m, altitudine massima 1545 m, minima 1365 m (in zona Știol), dislivello 180 m, superficie 2,1 ha capacità max/optim: 360/270 pers/h.

## Etimologia
Il nome deriva da Baia (subst. baie „miniera sotterranea; mină, ocnă” < lat. *bannea o ungh. bánya) + Borșa (n.fam. Borșa < n. pers. sl. Borša; o n. fam. Borș + suf. top. -a).

## Risorse idriche
Sorgenti di acqua minerale a Valea Țâșla: Fonte Baritina presso Văii Vinișoru, Fonte La Ciuroi, Fonte Groată (Galeria Alexandru), Fonte Colbu (in totale 20 fonti).; Giacimenti di minerali complessi (Gura Băii, Colbu, Burloaia, Dealul Bucății) e di rame.

## Centri di cura
Stabilimenti termali sono forniti di acqua minerale carbogassosa, ferruginosa, bicarbonato di calcio, magnesio, atermale, per le affezioni del tratto gastro-intestinale, calcoli ai reni, affezioni dell'apparato locomotore e in ginecologia. Il clima favorisce la guarigione di malattie nervose e turbe respiratorie.

## Oggetti storici
- Biserica de lemn (Chiesa di legno) costruita nel 1718, con due verande sovrapposte, e affreschi del 1765.[9]